# Лисович
Лисович (на сръбски: Лисовић) е село в Сърбия, Белградски окръг, община Бараево.

## География
Разположен е в източната част на общината, югоизточно от село Бараево.

## Население
Населението на селото възлиза на 1054 жители (2011 г.).
Етнически състав (2002)
- сърби – 1000 жители (94,61%)
- цигани – 14 жители (1,32%)
- черногорци – 13 жители (1,23%)
- други – 3 жители (0,28%)
- недекларирали – 16 жители (1,51%)